# Uruguay XV
Uruguay XV es la segunda selección nacional masculina de rugby de Uruguay organizada por la Unión de Rugby del Uruguay (URU).

## Reseña
La primera selección del país conocida como Los Teros, juega los partidos de mayor relevancia, sin embargo, en algunas ocasiones la URU presenta a un equipo secundario. Dicho equipo ha tenido muchos nombres, en partidos amistosos contra uniones provinciales de Argentina preferentemente se usó Uruguay Desarrollo y menos frecuente fue la denominación Uruguay B. Posteriormente y hasta octubre del 2014 se llamó Uruguay A, la partícula A es característica en el rugby cuando no se trata de la selección principal.
Bajo este nombre, Uruguay participó de los torneos Cross Borders y del torneo más importante hasta la fecha, al presentarse en el V Americas Rugby Championship junto a las segundas selecciones de Argentina, Canadá y Estados Unidos; al mismo tiempo los Teros sorteaban con éxito el repechaje mundialista clasificatorio a Inglaterra 2015 frente a Rusia.
En noviembre del 2014 la URU decidió rebautizar al seleccionado como Charrúas XV, días antes de viajar a Brasil para enfrentar amistosamente a la selección local
Uruguay XV comenzó a jugar en la Zona Ascenso B (tercer nivel) del Campeonato Argentino de Rugby de la edición 2015, asegurándose mayor números de partidos al año y creando un calendario independiente de la selección absoluta. Para esta ocasión se nombró a Guzmán Barreiro como técnico del plantel. Obtuvo cuatro victorias y una derrota, resultando segundo por detrás de la Unión de Rugby del Sur. En 2016, Uruguay XV fue campeón de la Zona Ascenso B, con cuatro victorias y una derrota.
Los motivos por los que la URU no presenta su mejor plantel (Los Teros) son varios, entre ellos están los relacionados con el carácter amateur o semiamateur del rugby uruguayo, para brindar experiencia de juego a deportistas más jóvenes o por superposición de calendarios.

## Uniforme
La camiseta es celeste con vivos negros y el short negro, similar a las de otras selecciones de rugby y de otros deportes de Uruguay.

## Estadísticas

### Resultados frente a selecciones nacionales
Estadística actualizada al 23 de octubre de 2022.
| Adversario           | Jugados | Ganados | Empatados | Perdidos | % Efectividad |
| -------------------- | ------- | ------- | --------- | -------- | ------------- |
| Argentina XV         | 8       | 0       | 1         | 7        | 0.0           |
| Brasil               | 3       | 3       | 0         | 0        | 100.0         |
| Brasil A             | 3       | 3       | 0         | 0        | 100.0         |
| Canadá A             | 2       | 1       | 0         | 1        | 50.0          |
| Chile                | 4       | 2       | 0         | 2        | 50.0          |
| Chile XV             | 1       | 1       | 0         | 0        | 100.0         |
| Colombia             | 2       | 2       | 0         | 0        | 100.0         |
| England Counties XV  | 1       | 0       | 0         | 1        | 0.0           |
| Italia A             | 1       | 0       | 0         | 1        | 0.0           |
| Samoa A              | 2       | 1       | 0         | 1        | 50.0          |
| Selección de Ascenso | 4       | 0       | 0         | 4        | 0.0           |
| Sudáfrica Desarrollo | 1       | 1       | 0         | 0        | 100.0         |
| Sudamérica XV        | 1       | 0       | 0         | 1        | 0.0           |
| Tonga A              | 1       | 1       | 0         | 0        | 100.0         |
| USA Select XV        | 5       | 3       | 0         | 2        | 60.0          |
| Total                | 39      | 18      | 1         | 20       | 46.15%        |

### Resultados frente a clubes o provincias
| Adversario          | Jugados | Ganados | Empatados | Perdidos | % Efectividad |
| ------------------- | ------- | ------- | --------- | -------- | ------------- |
| Alto Valle          | 1       | 1       | 0         | 0        | 100.00        |
| American Raptors    | 2       | 1       | 0         | 1        | 50.00         |
| Banco Nación        | 2       | 0       | 1         | 1        | 0.00          |
| Blue Bulls          | 1       | 0       | 0         | 1        | 0.00          |
| Buenos Aires        | 3       | 1       | 0         | 2        | 33.33         |
| Córdoba             | 4       | 2       | 0         | 2        | 50.00         |
| Cuyo                | 1       | 0       | 0         | 1        | 0.00          |
| East London         | 1       | 1       | 0         | 0        | 100.00        |
| Entre Ríos          | 3       | 3       | 0         | 0        | 100.00        |
| Griquas             | 1       | 0       | 0         | 1        | 0.00          |
| Interior            | 1       | 0       | 0         | 1        | 0.00          |
| Jaguares            | 1       | 0       | 0         | 1        | 0.00          |
| Lagos del Sur       | 2       | 2       | 0         | 0        | 100.00        |
| Mar del Plata       | 3       | 1       | 0         | 2        | 33.33         |
| Neath RFC           | 1       | 0       | 0         | 1        | 0.00          |
| Newport RFC         | 1       | 0       | 0         | 1        | 0.00          |
| Nordeste            | 1       | 0       | 0         | 1        | 0.00          |
| Oeste               | 2       | 2       | 0         | 0        | 100.00        |
| Rosario             | 11      | 4       | 0         | 7        | 36.36         |
| San Juan            | 2       | 2       | 0         | 0        | 100.00        |
| Santa Fe            | 7       | 2       | 0         | 5        | 28.57         |
| Santiago del Estero | 1       | 0       | 0         | 1        | 0.00          |
| Sur                 | 2       | 1       | 0         | 1        | 50.00         |
| Tucumán             | 3       | 0       | 0         | 3        | 0.00          |
| Valle de Chubut     | 2       | 2       | 0         | 0        | 100.00        |
| Total               | 59      | 25      | 1         | 33       | 42.37%        |

## Palmarés
- Torneo Interprovincial: 2010[13]
- Campeonato Argentino de Mayores: Ascenso B 2016

## Participación en copas
| - Campeonato Argentino 2015: 2º puesto - Campeonato Argentino 2016: 1º puesto - Sudamericano A 2018: 4º puesto - Sudamericano A 2019: 2º puesto - Sudamericano A 2020: 3° puesto - Cross Border 2008: 3º puesto - Cross Border 2010: 3º puesto | - AP Challenge 2016: 4º puesto - AP Challenge 2017: 5º puesto - AP Challenge 2018: 3º puesto - AP Challenge 2021: 4º puesto - Torneo Interprovincial 2010: Campeón - Americas Rugby Championship 2014: 4º puesto (último) - Urucup 2015: 4º puesto - Uruguay Conference 2022: 2º puesto |